# Местре
Местре (на италиански: Mestre) е някогашен град във Венецианската лагуна, днес квартал на Венеция. В миналото той е осъществявал връзката между островите в лагуната и самата Венеция.
Съвременният Местре е един от най-гъсто населените квартали на Венеция.

## История
Преданието приписва основаването на селището на Местлес, син на тракийския цар на Пафлагония и един от спътниците на троянеца Антенор. След унищожаването на Троя двамата бягат с изгонените от Мала Азия венети в Италия като Местлес с част от тях се заселва на това гористо в миналото място и дава началото на Местре, а Антенор с друга част от венетите създава град Падуа.
Известно е, че по-късно тук има римска крепост, а след това градът е разрушен от Атила и вероятно след това е възстановен през X век. През 944 г. император Ото III с грамота дарява града на Рамбалд, графа на Тревизо. През 1152 г. папа Евгений III отдава Местре под управлението на епископа на Тревизо, но през 1257 г. тогавашният епископ на Тревизо отстъпва Местре на кондотиера Алберико да Романо, който по това време се явява подест на Тревизо.
През 1274 г. пожар изпепелява града и жителите му, за да го укрепят, издигат палисада. През 1323 г. родът Скалиджери от Верона завладява Тревизо и по този начин придобива и Местре. Венецианците, за да възпрат нарастващото влияние на Верона в континенталната част на Италия, превземат Местре на 29 септември 1337 г. и на мястото на старото дървено укрепление построяват тухлена стена с девет кули, три порти за достъп и ров. Под властта на венецианците Местре се издига икономически и се превръща в основната връзка на Венеция с континенталната част. За улесняване на превоза на стоки е изграден изкуственият канал Canal Salso.
През XVI век укреплението загубва отбранителната си функция, стените му са съборени, за да се използват тухлите за строителство на жилищни сгради, а самите кули са продадени на граждани, които ги превръщат в свои домове. За съжаление от древния Местре днес са останали съвсем малко следи.